# Синтемерія-Орля
Синтемерія-Орля (рум. Sântămăria-Orlea) — село у повіті Хунедоара в Румунії. Адміністративний центр комуни Синтемерія-Орля.
Село розташоване на відстані 277 км на північний захід від Бухареста, 32 км на південь від Деви, 140 км на південь від Клуж-Напоки, 136 км на схід від Тімішоари.

## Населення
За даними перепису населення 2002 року у селі проживала 881 особа.
Національний склад населення села:
| Національність | Кількість осіб | Відсоток |
| -------------- | -------------- | -------- |
| румуни         | 817            | 92,7%    |
| угорці         | 33             | 3,7%     |
| італійці       | 18             | 2,0%     |
| цигани         | 10             | 1,1%     |

Рідною мовою назвали:
| Мова       | Кількість осіб | Відсоток |
| ---------- | -------------- | -------- |
| румунська  | 835            | 94,8%    |
| угорська   | 30             | 3,4%     |
| циганська  | 10             | 1,1%     |
| італійська | 6              | 0,7%     |